# 田中ひかる (漫画家)
田中 ひかる（たなか ひかる）は、日本の漫画家。女性。血液型はAB型。

## 来歴
2011年、第19回スクウェア・エニックスマンガ大賞奨励賞を受賞し、翌年の第5回スクウェア・エニックスマンガ大賞 極にて佳作を受賞した。「コミックアンソロジー 極 不思議の国のアリス」に漫画を掲載後、『月刊Gファンタジー』（スクウェア・エニックス）にて連載を開始した。

## 作品リスト

### 連載
- 皇国の緋色（原作：月岡帆恣郎、『月刊Gファンタジー』2013年4月号 - 2015年5月号、スクウェア・エニックス、全4巻）
- 堕アホリズム（原作：宮条カルナ、『ガンガンONLINE』2018年7月9日[1] - 、スクウェア・エニックス、全2巻）
- ××××な僕たちは。（『LINEマンガ』2021年1月25日 - 9月、LINE Digital Frontier、全2巻）

### 読み切り
- タイトル不明（『コミックアンソロジー 極 不思議の国のアリス WONDERLAND』[2]、2012年） - 『不思議の国のアリス』のアンソロジー寄稿作品。
- 沖田の刀VS.土方の刀!?（『刀剣乱舞-ONLINE-アンソロジーコミック〜スクエニの陣〜』2016年[3]） - 『刀剣乱舞-ONLINE-』のアンソロジー寄稿作品[3]。
- 古典文学の唱えかた（『少年ジャンプ+』2022年11月24日[4]）